# Semstwo-Gebäude in Poltawa
Das Semstwo-Gebäude in Poltawa (ukrainisch Будинок Полтавського губернського земства) ist ein Architekturdenkmal in Poltawa, das ein nach dem Architekten des Gebäudes, Wassyl Krytschewskyj, benanntes Heimatmuseum beherbergt. Das Gebäude ist das erste Werk im Stil der Ukrainischen Moderne.

## Geschichte

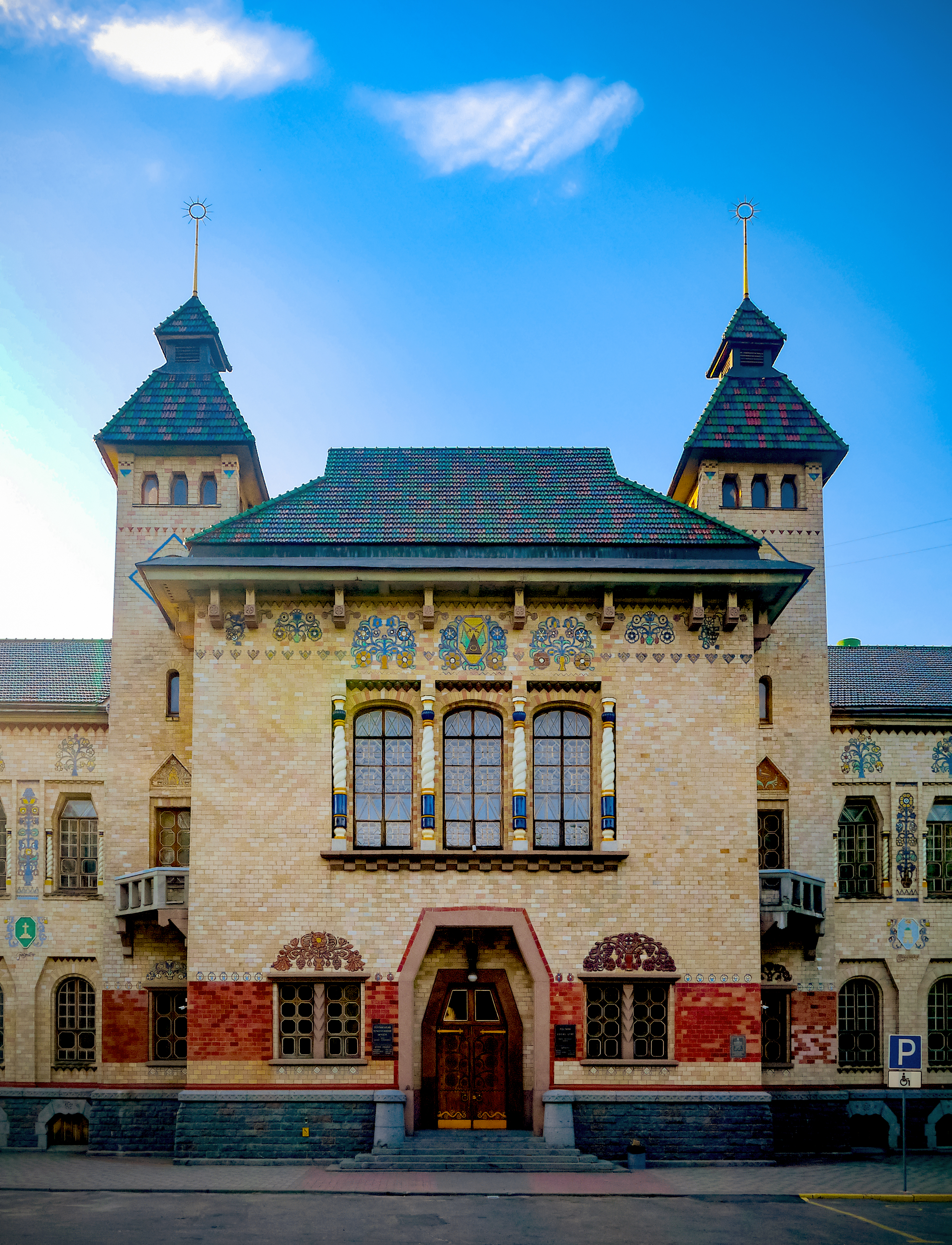
Hauptfassade

Der erste Entwurf des Semstwo-Gebäudes im Neorenaissance-Stil von Oleksandr Schyrschow und Wolodymyr Nikolajew wurde von der Öffentlichkeit kritisiert und abgelehnt, unter anderem von Hnat Hotkewytsch, Serhij Wassylkiwskyj und Opanas Slastion.  1903 wurde ein Wettbewerb ausgeschrieben, um im Gebäude der Selbstverwaltung ukrainische Traditionen und moderne Innovationen visuell zu vereinen. Unter acht Vorschlägen gewann das kühne Projekt des 29-jährigen Wassyl Krytschewskyj, die die Errungenschaften der Volksarchitektur mit dem damals beliebten Jugendstil kombinierte. Für das Gebäude wurden die modernsten Materialien und Technologien verwendet, darunter Metallkonstruktionen und Stahlbeton sowie eine Dampfheizung. Zum ersten Mal wurde in der Ukraine Majolika für die Außendekoration verwendet. Wassyl Krytschewskyj bestellte dafür die Maschinen zur Herstellung von Majolika-Ziegeln aus Deutschland nach Opischnja.  Das Dach auf der Vorderseite des Hauses wurde mit grünen, blauen, violetten und gelben Ziegeln gedeckt, die in der Fabrik in Mali Budyschtscha hergestellt wurden. Der Hauptsaal wurde von den Künstlern Serhij Wassylkiwskyj, Mykola Samokysch, Mykhajlo Berkos und Mykola Uwarow gestaltet. Das fertiggestellte und vollständig dekorierte Semstwo-Gebäude wurde 1908 eingeweiht.
In den ersten zwölf Jahren diente das Gebäude als Verwaltungs- und Museumsgebäude, und 1920 wurde es dem Zentralen Proletarischen Museum der Region Poltawa überlassen. Im Jahr 1943, während des Zweiten Weltkriegs, wurde das Gebäude von den Nazis auf dem Rückzug aus Poltawa in Brand gesetzt. Die Restaurierungsarbeiten in den Jahren 1958–1964 wurden nach den Plänen von Petro Kostyrko, Wjatscheslaw Kratschmer, Nadija Kwitka und Dawyd Holdinow durchgeführt.

## Architektur

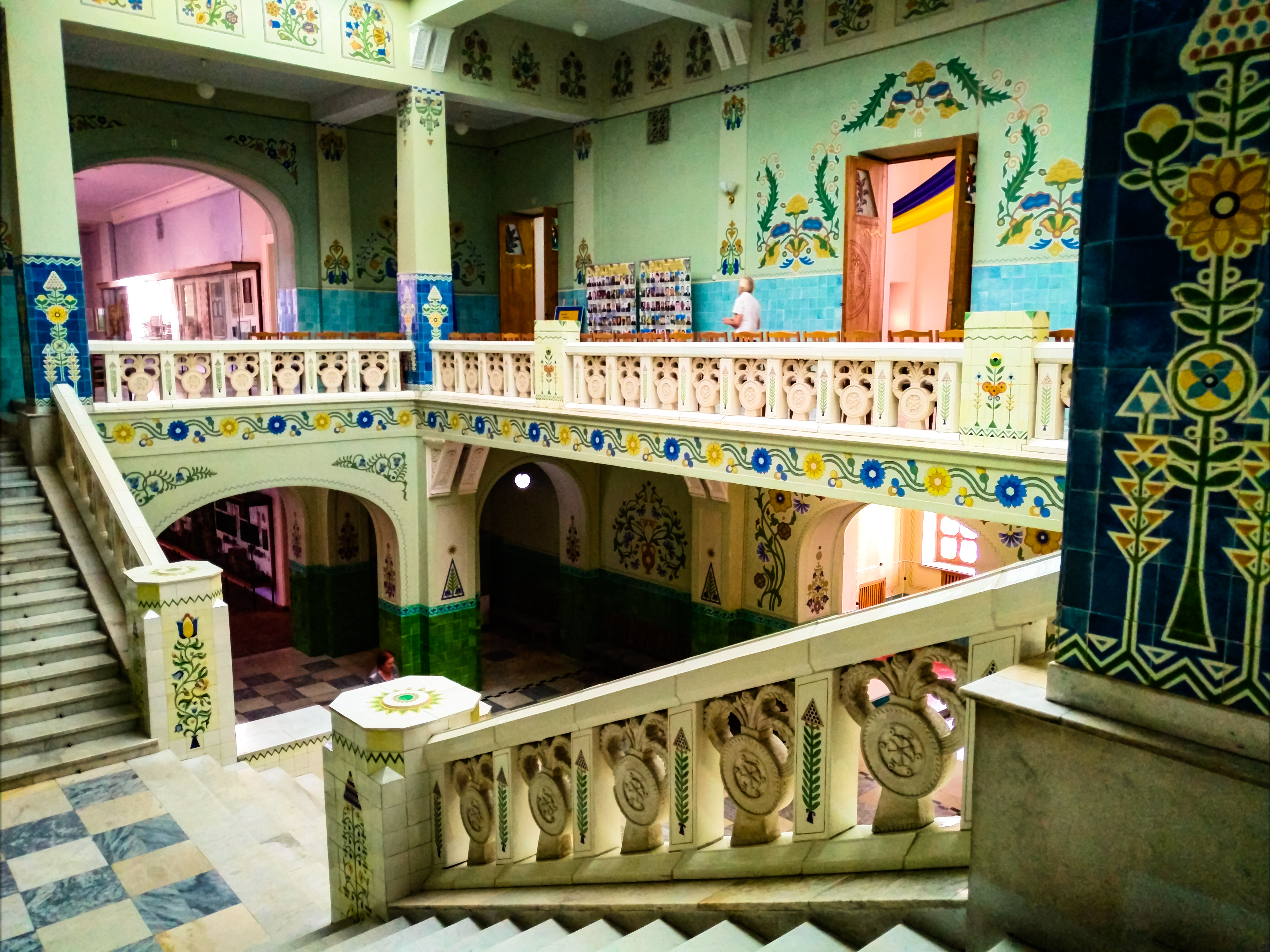
Innenansicht

Das Gebäude weist einen W-förmigen Grundriss auf und ist zweigeschossig an der Fassade und dreigeschossig zum Innenhof hin. Die nach Westen ausgerichtete Hauptfassade ist symmetrisch und wird von zwei hohen Türmen flankiert. Die trapezförmigen Fenster im zweiten Stock haben die gleiche Form wie die Loggia und die Türöffnungen. Über dem Hauptportal befinden sich dreifache Fenster mit gedrehten weiß-blauen Säulen, über denen das Wappen von Poltawa, umgeben von Fahnen, abgebildet ist. Der Fries ist mit stilisierten Vasen und filigranen farbigen Rosen verziert. Der ukrainische Stil lässt sich an den Schnitzereien der Türen mit dem Baum des Lebens und den Blumentopf-Ornamenten an den Wänden erkennen. Die Innenräume sind mit polychromen ornamentalen und dekorativen Gemälden mit denselben volkstümlichen Motiven wie die Fassaden geschmückt.
Im Mittelbereich des Gebäudes befinden sich ein Vestibül, ein Hauptsaal  mit einer großen geschwungenen Treppe und ein großer Sitzungssaal. Die anderen Teile haben breite Korridore, die die Geschäftsräume der Semstvo-Verwaltung, die sich auf zwei Etagen befinden, verbinden. Im dritten Stock, auf der Hofseite, befanden sich Museumsräume, und in einem der Flügel waren Hotelzimmer untergebracht.